# Metagitnión
Metagitnión (en griego antiguo, Μεταγειτνιών) era el segundo mes del calendario ático en la Antigua Grecia, que se correspondía aproximadamente con el mes de agosto. Duraba 29 días. 
El nombre de este mes se debe a que en él se realizaban las Metagitnias, cuyo significado sería «fiestas del vecindario». Entre sus rituales consta que se realizaban sacrificios a diferentes divinidades, pero se conocen pocos detalles de estas fiestas debido a la falta de fuentes sobre las mismas. Entre los días 13 y 20 de este mes también se realizaban sacrificios a Core en las celebraciones Eleusinias.